# Su nombre es Sabine
Su nombre es Sabine, título original en francés Elle s'appelle Sabine, es una película documental dirigida por Sandrine Bonnaire en 2008. Se proyectó en el Festival de Cannes en mayo de 2007 en la Quincena de los Directores, luego se transmitió el 14 de septiembre de 2007 en Francia.
Fue el primer trabajo como directora para Bonnaire, donde hace retrata a su hermana Sabine, que sufre de discapacidad mental , diagnosticada como una forma de autismo.

## Sinopsis
Se trata de un retrato sensible de Sabine Bonnaire, una joven mujer autista de 38 años, hermana menor de la actriz ahora devenida realizadora, y la persona más cercana a ella. Sabine Bonnaire sufre desde siempre trastornos mentales relacionados con el autismo, y depende de atención permanente; en la actualidad vive en una residencia especializada. Su hermana cuenta su historia apelando a archivos personales acumulados durante un cuarto de siglo, entre fotos y filmaciones familiares, para contar la vida de Sabine y la evolución de su enfermedad.

## Ficha técnica
- Título original: Elle s'appelle Sabine
- Direccipon: Sandrine Bonnaire
- Colaboración con el guion: Catherine Cabrol
- Fotografía: Sandrine Bonnaire y Catherine Cabrol
- Sonido: Jean-Bernard Thomasson y Philippe Richard
- Edición: Svetlana Vaynblat
- Productor: Thomas Schmitt - Mosaïque Films
- Formato: Color - 1.66

## Premios y nominaciones
Festival Internacional de Cine de Cannes
| Año  | Categoría        | Resultado |
| ---- | ---------------- | --------- |
| 2007 | Golden Camera    | Nominada  |
| 2007 | Premio FIPRESCI  | Ganadora  |
| 2007 | C.I.C.A.E. Award | Nominada  |
| 2007 | SACD Prize       | Nominada  |

Premios César
| Año  | Categoría        | Resultado |
| ---- | ---------------- | --------- |
| 2009 | Mejor documental | Ganadora  |